# 蟲狀蠕蛇鰻
蟲狀蠕蛇鰻，為輻鰭魚綱鰻鱺目糯鰻亞目蛇鰻科蠕蛇鰻屬的其中一種，分布於西印度洋的斯里蘭卡海域，棲息在底層水域，屬肉食性，生活習性不明。

## 擴展閱讀
維基物種上的相關：蟲狀蠕蛇鰻